# إيحي
إيحى هو إله في الديانة المصرية القديمة، وهو يمثل نشوة اللعب بالشخشيخة (الخشخيشة)، وقد يعني اسمه «لاعب الشخشيخة»، في إشارة إلى ما يمثله، أو قد يعني الاسم "العجل"، في إشارة إلى علاقته مع الإلهة البقرة حتحور التي كان كثيرا ما يقال إنها والدته، في حين تم في أوقات أخرى اعتباره ابناً لإلهات أخريات بمن فيهن إست وسخمت ونيث، ولكن الثابت أن الإله حور هو والد إيحى. وقد كان يصور إيحى كطفل يحمل الشخشيخة أو كطفل عارٍ واضعاً إصبعه في فمه. وكان يعبد جنبا إلى جنب مع حورس (رب إدفو) وحتحور (ربة دندرة) في دندرة.

## هوامش
1. ↑  Wilkinson, Richard H. (2003). The Complete Gods and Goddesses of Ancient Egypt. Thames & Hudson. pp. 132–133